# イリンガ
イリンガ（英: Iringa）は、タンザニアの都市。人口は15万1345人（2012年）である。イリンガ州の行政の中心として、手工業や食品加工を含む多くの産業が興された。なかでもアシで編まれた手製のバスケットは有名で、国内のみならず外国にも輸出されている。電力のほとんどは近くのムテラダムから供給されている。交通の要衝でもあり、ダルエスサラーム、ムベヤ、ソンゲア、ドドマにバス路線が通じている。ルアハ国立公園への入り口の町でもある。
トゥマイニ大学、イリンガ大学、ムクワワ教育大学、ルアハ大学など、高等教育機関も多い。

## 歴史
1890年代にムクワワ酋長の率いるヘヘ族が反乱を起こした際、砦と酋長の本陣は近くのカレンガ村に置かれていた為、ドイツ陸軍が防衛拠点として建設した。南はルアハ川を見下ろす高台沿いに、北は尾根や渓谷沿いに街並みが広がっており、郊外には標高が1550mを超す地点もある。6月から8月までは寒く、氷点下近くにまで気温が下がる。タンザム・ハイウェイが通っており、首都ダルエスサラームまではモロゴロ経由で502kmある。

## メディア
市営のFMラジオ局が2局とテレビ局が1局ある。ラジオ局は若者向け娯楽チャンネルのエボニーFMとカントリーFM。ほかにも州内のキトゥロやンジョンベにローカルラジオ局がある。一方、イリンガ市営テレビは幅広い年代が楽しめるよう多種多様な番組を揃えている。